# Phra Khanong
Phra Khanong (thailändisch พระโขนง) ist einer der 50 Khet (Bezirke) in Bangkok, der Hauptstadt von Thailand. Phra Khanong liegt im Bereich der südöstlichen Innenstadt entlang der Sukhumvit Road.

## Geographie
Die benachbarten Bezirke sind im Uhrzeigersinn von Norden aus: Khlong Toei, Watthana, Suan Luang, Prawet und Bang Na. Im Westen liegt auf dem anderen Ufer des Mae Nam Chao Phraya (Chao-Phraya-Fluss) in der Provinz Samut Prakan der Amphoe Phra Pradaeng.

## Geschichte
Phra Khanong war 1902 noch ein Amphoe von Nakhon Khuan Khan. Nakhon Khuan Khan wurde im Jahre 1914 umbenannt in Phra Pradaeng. 1927 wurde Phra Khanong von der damaligen Provinz Phra Pradaeng getrennt und in die Stadt Bangkok eingegliedert. Zunächst war es ein recht großer Bezirk, wurde dann aber in zahlreiche kleinere aufgeteilt. Die Bezirke Khlong Toei, Watthana, Suan Luang, Prawet und Bang Na waren einst Teil von Phra Khanong.
Das Wort Khanong stammt aus der Khmer-Sprache und bedeutet Augenbraue. Da die Geschichte von Phra Pradaeng über 1000 Jahre zurückreicht, bis zurück in die Zeit, als diese Gegend noch ein Teil des Reiches der Khmer war und lange als ein Tor zur See angesehen wurde, könnte der Name aber auch von Khanon (ขนอน) stammen, mit der Bedeutung Zollhaus.

## Wichtige Tempel
- Wat Tham Mongkhon (วัดธรรมมงคล) – buddhistischer Tempel (Wat) im Soi 101 (Soi = Nebenstraße) der Sukhumvit Road, gegründet 1962, mit einer der höchsten Chedis von Thailand. Diese Chedi wird Phra Wiriya Mongkhon Maha Chedi (พระวิริยะมงคลมหาเจดีย์) genannt, sie hat einen quadratischen Grundriss und ist im Stil des Mahabodhi-Tempels in Indien erbaut. Die Spitze ist angeblich mit 17 kg Gold und 1063 Diamanten verziert. Innen befindet sich eine große Buddha-Statue aus Jade sowie eine Statue der Kuan Yin.

## Folklore

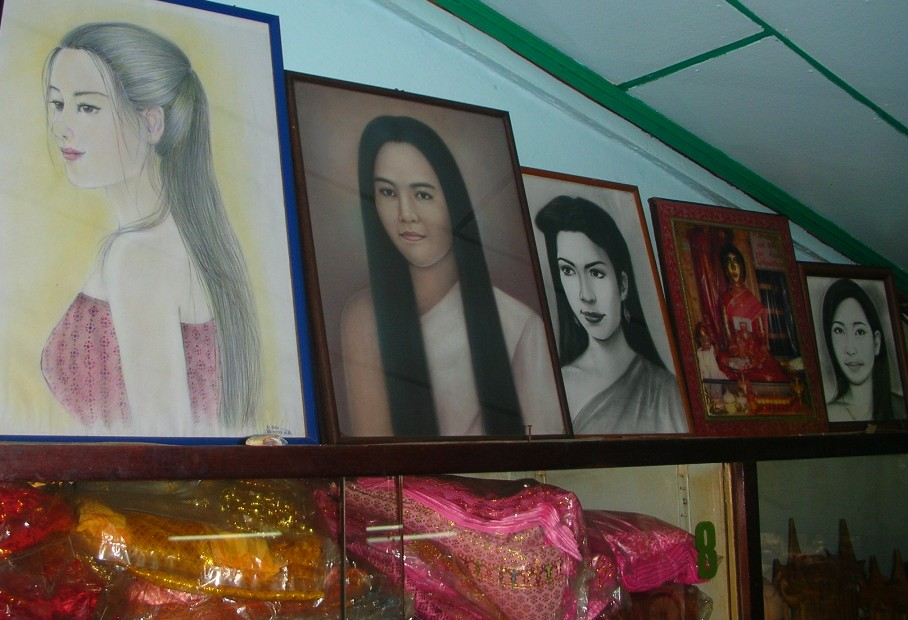
Verschiedene bildliche Darstellungen der Mae Nak von Phra Khanong

Phra Khanong ist der Schauplatz der Geschichte der Mae Nak, eine der bekanntesten und verbreitetsten thailändischen Gespensterlegenden. Sie spielt im 19. Jahrhundert, als Phra Khanong noch eine von Kanälen durchzogene und von Wald umgebene Siedlung vor den Toren Bangkoks war. Sie handelt von einer schönen Frau, die bei der Geburt ihres Kindes stirbt, während ihr wehrpflichtiger Mann, namens Mak, fern der Heimat im Kriegseinsatz ist. Die Liebe zu ihrem Mann ist jedoch so groß, dass sie ihm nach seiner Rückkehr als Gespenst erscheint und mit ihm weiterlebt. Er nimmt zunächst nicht wahr, dass es sich bei der Gestalt seiner fürsorgenden Frau nicht um eine Lebende, sondern um ein untotes Abbild handelt. Nachbarn, die Mak warnen wollen, tötet der Geist der Mae Nak auf grausame Weise. Letztlich gelingt es einem wundertätigen Mönch, der Überlieferung nach Somdet Phra Phutthachan (To), den Geist zu befrieden und ihren Terror gegen die Dorfgemeinschaft zu beenden.
Mae Nak wird von Einheimischen als Schutzgeist der Soldaten (bzw. der Wehrpflichtigen, die der Einberufung entgehen wollen), Kranken und Kinder sowie als Glücksbringerin der Frauen mit unerfülltem Kinderwunsch und der Lottospieler verehrt, die ihr Opfer bringen und sie um Beistand anflehen. Die Geschichte der Mae Nak von Phra Khanong ist Gegenstand von Romanen, Dramen, Gedichten, Comics, Graphic Novels, einer Oper, einem Radio-Hörspiel, zahlreichen Filmen (z. B. Der Geist von Mae Nak, 2005) und Fernsehserien. Der Tempel Wat Mahabut mit dem Schrein der Mae Nak befindet sich seit der Neueinteilung der Bezirke im Jahr 1997 aber nicht mehr im Khet Phra Khanong, sondern wurde dem Nachbarbezirk Suan Luang zugeordnet. Gegen die Ziehung der Bezirksgrenzen gab es Protest von Einheimischen, weil Mae Nak ein Schutzgeist und eine wichtige Identifikationsfigur von Phra Khanong ist und ihr Schrein deshalb unbedingt innerhalb des Bezirks liegen sollte. Dies blieb jedoch unberücksichtigt.

## Einkaufsmöglichkeiten
Die lokalen Geschäfte sind überwiegend auf die Anwohnerschaft eingerichtet. Es gibt einige Kaufhäuser, wie Thai Daimaru, ATM und Asia. Aber auch ein offener Markt und zahlreiche Geschäfte für den täglichen Bedarf haben geöffnet. Die Preise sind hier sehr viel günstiger als in den exklusiven Einkaufsvierteln wie Siam Square. Elektrogeräte sind in großer Auswahl erhältlich und typischerweise besonders günstig.

## Transport
Im Bezirk Phra Kanong befinden sich zwei Stationen der Sukhumvit-Linie des Bangkok Skytrain: Bang Chak und Punnawithi.

## Verwaltung
Der Bezirk hat nur einen einzigen Unterbezirk (Khwaeng):
| Nr. | Name Khwaeng | Thai   | Einw.  |
| --- | ------------ | ------ | ------ |
| 1.  | Bang Chak    | บางจาก | 92.774 |